# Molly Quinn
Molly Caitlyn Quinn (Texarkana, Texas; 8 de octubre de 1993), más conocida como Molly Quinn, es una actriz estadounidense reconocida por su papel de Alexis en la serie Castle.

## Biografía
Quinn, quien tiene ascendencia irlandesa, nació en Texarkana, Texas, el 8 de octubre de 1993. Comenzó a tomar lecciones actuando de forma semanal, después de realizar en su comunidad la obra de El Cascanueces con tan solo seis años. 
En sexto curso, la joven asistió a una audición en el Actors Studio, donde actuó para el director de programas, Seto Linda, así como para representantes de la agencia Osbrink. Después de seis meses de intenso trabajo de formación, Quinn fue contratada por la agencia Osbrink y, posteriormente, por Management 360.
En 2006 debutó en el mundo del cine con la película Camp Winoaka, dirigida por Xai Homechan y donde interpretaba a Liz. Al año siguiente comenzaría un proyecto con Winx Club para ejercer de actriz de doblaje para el personaje de animación Bloom. Gracias a este papel, realizó cuatro trabajos más con Winx Club, de 2011 y hasta 2013.
Comenzó a ganar fama gracias a su personaje en la serie de televisión Castle en la que trabajó desde 2009 y hasta el final de la serie en 2016 interpretando el papel de Alexis, hija de Richard Castle, interpretado por Nathan Fillion.

## Filmografía

### Cine

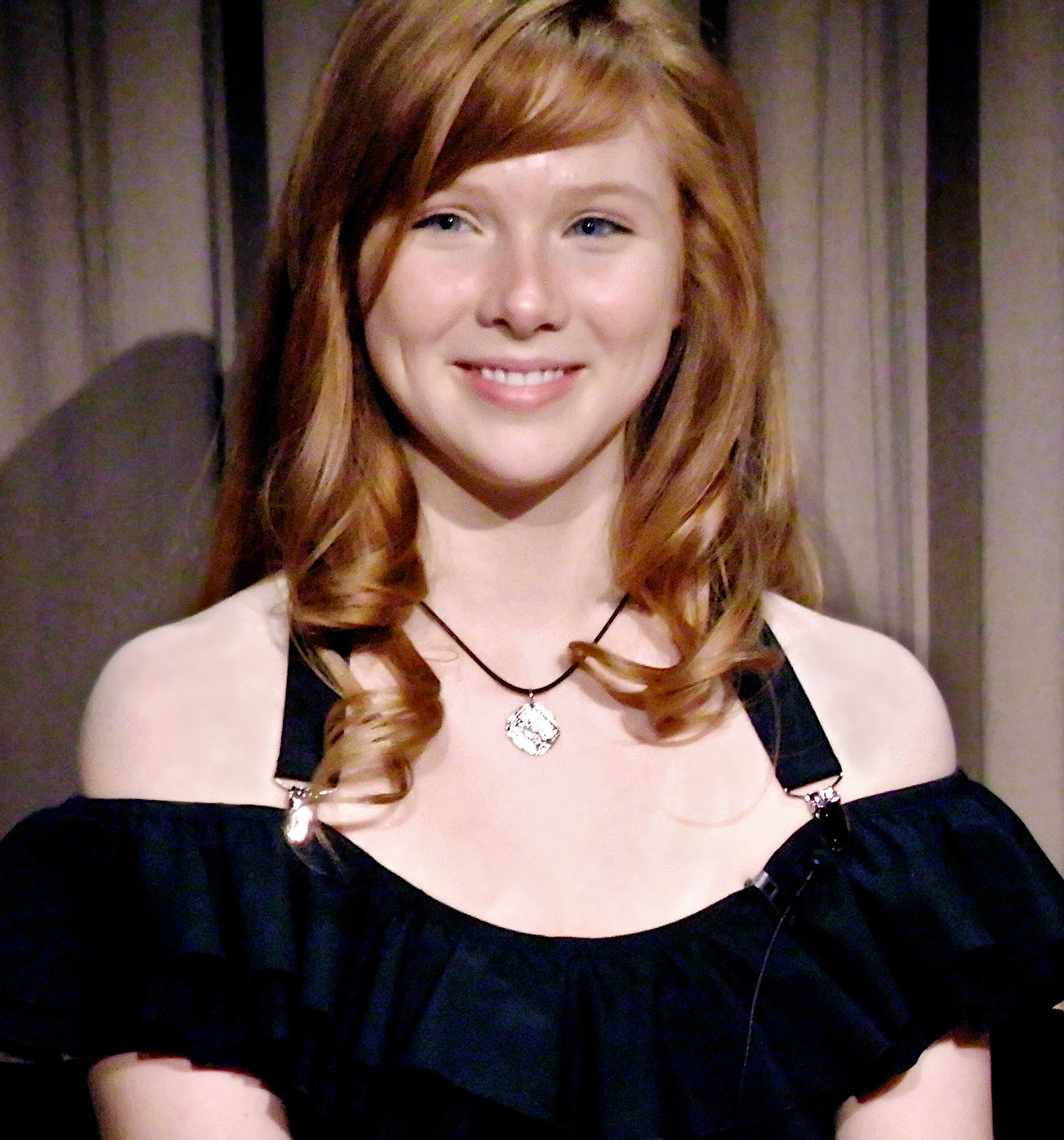
Molly Quinn en An Evening with Castle en el Paley Center en marzo de 2010.

| Año  | Título                          | Personaje          | Notas                    |
| ---- | ------------------------------- | ------------------ | ------------------------ |
| 2006 | Camp Winoaka                    | Liz                |                          |
| 2007 | Walk Hard: The Dewey Cox Story  | Adolescente        |                          |
| 2008 | The Sacrifice                   | Esmee Johnson      | Cortometraje             |
| 2009 | My One and Only                 | Paula              |                          |
| 2009 | A Christmas Carol               | Belinda Cratchit   |                          |
| 2010 | Avalon High                     | Jen                | Película para televisión |
| 2011 | Finding Hope                    | Esmee Johnson      |                          |
| 2012 | The First Time                  | Erica #1           |                          |
| 2013 | Hansel & Gretel Get Baked       | Gretel             |                          |
| 2013 | We're the Millers               | Melissa Fitzgerald |                          |
| 2013 | Superman: Unbound               | Supergirl (voz)    | Película de animación    |
| 2014 | The Shift                       | Abby               | Short Film               |
| 2015 | Welcome to Happiness            | Lillian            |                          |
| 2017 | Guardianes de la Galaxia vol. 2 | Howard's Date      |                          |
| 2017 | Last Rampage                    | Marisa             |                          |
| 2018 | Newly Single                    | Valerie            |                          |
| 2021 | Agnes                           | Mary               |                          |

### Televisión
| Año         | Título                 | Personaje                   | Notas                             |
| ----------- | ---------------------- | --------------------------- | --------------------------------- |
| 2007 - 2014 | Winx Club              | Bloom (Voz)                 | 104 episodios                     |
| 2009 - 2016 | Castle                 | Alexis Castle               | 129 episodios                     |
| 2011        | Ben 10: Ultimate Alien | Eunice la computadora (Voz) | 2 episodios                       |
| 2019        | The Fix                | Lindsay Meyer               | 2 episodios                       |
| 2019        | The InBetween          | Andrea Squire               | Episodio: "Let Me in Your Window" |
| 2021        | The Rookie             | Ashley                      | Episodio: "Bad Blood"             |

### Otros trabajos
| Año     | Trabajo                  | Personaje                     |
| ------- | ------------------------ | ----------------------------- |
| 2011    | The 3rd Birthday         | Eve Brea (Voz), videojuego    |
| 2011    | City of Fallen Angels    | Narradora, versión audiolibro |
| 2012–15 | Thrilling Adventure Hour | Pemily Stallwark              |
| 2013    | Release the Panic        | Cameo                         |
| 2014–15 | Welcome to Night Vale    | Fey / Intern Molly / Melony   |
| 2015    | Princess Rap Battle      | Hermione Granger              |
| 2018    | Artifact                 | Jolixia the Card Faun         |

### Premios
| Año  | Asociación                               | Categoría                  | Trabajo       | Resultado |
| ---- | ---------------------------------------- | -------------------------- | ------------- | --------- |
| 2009 | Festival Internacional de Cine de Mónaco | Mejor Novato, Cortometraje | The Sacrifice | Ganadora  |